# دیوید امگ
دیوید امگ (۱ ژانویهٔ ۱۹۴۶ – ۲۰ ژانویهٔ ۲۰۲۴) بازیگر آمریکایی بود که در نقش استفان فیلم ترسناک طلوع مردگان اثر جرج رومرو بازی کرده‌است.

## حرفه
یکی از همکلاسی‌ها و شرکای بازیگری امگ در زمانی که در دانشگاه تحصیل می‌کرد، ران گلس بود که بعدها به عنوان بازیگر کمدی موقعیت بارنی میلر مشهور شد. امگ هنگامی که به‌عنوان سرآشپز در یک رستوران واقع در شهر نیویورک مشغول به کار بود، جرج رومرو را ملاقات کرد. این ملاقات منجر به بازی امگ در فیلم طلوع مردگان ساخته رومرو شد. از سال ۲۰۰۷، امگ در کنوانسیون‌های گاه به گاه بازیگری و فیلم شرکت می‌کند.

## فیلم شناسی
| سال ساخت | عنوان           | نقش              |
| -------- | --------------- | ---------------- |
| ۱۹۷۵     | The Booby Hatch | Angelo Fettucini |
| ۱۹۷۸     | طلوع مردگان     | Stephen Andrews  |
| ۱۹۹۰     | Basket Case 2   | Half Moon        |
| ۱۹۹۲     | Hellmaster      | Robert           |